# Xylophanes acrus
Xylophanes acrus là một loài bướm đêm thuộc họ Sphingidae. Nó được tìm thấy ở Panama, Costa Rica và Honduras.
Sải cánh dài 72–83mm, với con cái có sải cánh dài hơn con đực. Nó gần giống loài Xylophanes cyrene nhưng có màu xanh.
Con trưởng thành quanh năm ở Costa Rica. Ở Honduras, cá thể trưởng thành được ghi nhận vào tháng 5.
Ấu trùng được ghi nhận ăn Psychotria chiriquina, Psychotria monteverdensis, Psychotria panamensis, Psychotria nervosa và Pavonia guanacastensis.